# Tadahiro Matsushita
Pour les articles homonymes, voir Matsushita.
Tadahiro Matsushita (松下 忠洋, Matsushita Tadahiro), né le 9 février 1939 à Sendai (ja) et mort le 10 septembre 2012, est un homme politique japonais. Il est vice-ministre de l'Économie, du Commerce et de l'Industrie du 18 septembre 2009 au 12 février 2012, puis ministre d'État chargé des Services financiers et de la Privatisation de la poste du 4 juin 2012 jusqu'à son décès.